# Пак Бом
Бом (Бум) Парк (на корейски: 박봄, Коригирана романизация на корейския език:Park Bom) по-известна като  Бом (Бум) (на английски: Bom) е южнокорейска певица и актриса, станала известна като член на групата 2NE1(2009 – 2016).
Преди дебюта си в 2NE1 Бом (Бум) има участия в няколко песни на Биг Бенг, Лекси и Ред Рок. През 2013 заедно с И Хаи издават първия си сингъл като дуо All I Want For Christmas Is You.
Самостоятелно Бом (Бум) има два издадени корейски сингъла, които заемат високи позиции в класациите по време на издаването им.

## Биография
Парк Бом (Бум) е родена в Сеул, Южна Корея на 24 март 1984. В 6-и клас се мести в САЩ, където учи в Гулд академи. Като свой любим изпълнител по време на училищините си години сочи Марая Кери като споделя, че е слушала нейните песни всеки ден.
Бом първо учи психология в университета „Лесли“, но роднините ѝ я насочват да завърши Музикален колеж Бърклий.
След завършването си тя се връща в Южна Корея, където участва няколко пъти на кастинг в YG Entertainment. След 3 години на многократно отхвърляне става стажант.
Сестра ѝ Парк Го-ън е виолончелист.

## Като член на 2NE1
Стилът на 2NE1 комбинира бавни и „надъхващи“ денс и рап парчета. Освен големите си хитове и уникалните си гласове, дамите са модни икони и рекламни лица на множество компании. 2NE1 са едни от основните фигури в кей поп индустрията.
През май 2009 YG entertainment обявяват, че скоро ще дебютира първата женска група в компания. Освен Бом групата вкючва CL, Дара и Минзи. Първият им сингъл Fire излиза на 6 май 2009 като преди това заедно с Бигбенг групата рекламира LG cylon с римейк песента Lollipop.
Дамите от групата веднага започват да покоряват класациите в родната си страна с дебютния си сингъл и следваща им песен – I don't care, която им печели награда „Песен на годината“ от МАМА.
През 2010 излиза първият им дългосвирещ албум To anyone като албума достига на високи позиции в класациите на САЩ и Южна Корея. Групата постава рекорд като печели 3 награди от МАМА в категориите „Албум на година“, „Изпълнител на годината“ и „Най-добра женска банда“.
2014 излиза вторият им албум Crush, който е промотиран дълго преди излизането му. Албума поставя нови рекорди, а песента Come back home става тотален хит. 2 месеца по-късно излиза и японската версия на албума.
Хитове на групата са I Am the best, Lonely, I love you, Falling in love, Come back home.

## Солова кариера
Първата песен на Бум излиза през 2006 и пее заедно с Джи-Драгън и Gummy, но така и песента не е включена в алБом или издадена като сингъл.
През 2010 малко след хита „I don't care“ излиза първата ѝ солова песен You and I като се превръща в най-продавания женски сингъл компанията и озаглавява класацията „Гаон“. През 2011 излиза и втората солова песен на Пак озаглавена Don't Cry като озаглавява множество класации.
През 2010 тя участва в песента на дуото GD&TOP Oh yeah част от първия им албум.
През 2011 участва в друго дуо от Джи-Драгън и Пак Мьонг-су за фестивал по шоуто Infinite Challenge
През 2013 става ясно, че с още няколко кей поп звезди ще участва в шоуто „Съквартиранти“, но заради голям скандал тя отказва по-нататъчно участие и напуска шоуто.

## Скандал със забранени лекарства
Към края на юни 2014 година става ясно, че през 2010 Бум е внесла Adderall (лекарство против депресия с предписание което съдържа и амфетамин) от САЩ в Южна Корея. Въпреки че информацията изтича години по-късно, това е голям скандал в Южна Корея, и Бум е подложена на огромен натиск. В изявление полицията пояснява, че става въпрос за лекарства внесени по пощата. След разследване става ясно, че тя има предписание от лекар, практикуващ в САЩ и Парк Бум не е знаела, че този вид лекарства са незаконни в Южна Корея. На Парк не са ѝ повдигнати обвинения. YG Entertainment, за която работи тогава, пуска официално съобщение по темата, обяснявайки че Бум страда от Синдром на дефицит на вниманието и хиперактивност и чести депресии. Въпреки това Бум прекъсва участието си в шоуто „Съквартиранти“ което снима.

## Дискография

### Сингли и песни с нейно участие
- Anystar с Джи-Драгън и Gummy (2006).
- We Belong Together с БигБенг (2006).
- Anystar с И Хьори (2006).
- Forever with You с БигБенг (2006).
- Along my Way с Ред Рок (2007).
- Baby Boy с Лекси (2007).
- You and I (2009).
- Oh Yeah с GD and TOP (2010).
- I Cheated с Пак Мьонг-су и Джи-Драгън (2011).
- Don't cry (2011).
- Up с Epik High (2012).
- Black с Джи-Драгън (2013).
- All I Want For Christmas Is You дуо между Бом и И Хи (2013).

## Видеография
| заглавие                        | година | youtube |
| ------------------------------- | ------ | ------- |
| We belong together              | 2006   |         |
| Anystar                         | 2006   | -       |
| Forever with You                | 2006   |         |
| You and I                       | 2009   |         |
| Oh Yeah                         | 2010   | -       |
| Don't cry                       | 2011   |         |
| Up                              | 2012   |         |
| All I Want For Christmas Is You | 2013   |         |

## Филмография

### Шоута
- Style (2009)
- Roommate (2014)
- America´s Next Top Model (2014)

### Филми
- „Приятелки“ (걸프렌즈, 2009)

## Награди
| Година | Категория                  | Относно           | Награда                          | Резултат  |
| ------ | -------------------------- | ----------------- | -------------------------------- | --------- |
| 2009   | Песен на месеца-ноември    | песента You and I | 4th Cyworld Digital Music Awards | спечелена |
| 2010   | Най-добър дигитален сингъл | песента You and I | 12th Mnet Asian Music Awards     | спечелена |